# 奥伦
奥伦（荷蘭語：Olen，荷蘭語發音：[ˈoːlə(n)]）是比利时弗拉芒大區安特衛普省蒂倫豪特區的一个市镇，通行荷蘭語，是弗拉芒社群的一部分，面积23.17平方千米，人口12,560人（2020年1月1日）。